# San Onofre
San Onofre – miasto w Kolumbii, w departamencie Sucre.